# Massignac
Massignac é uma comuna francesa na região administrativa da Nova Aquitânia, no departamento de Charente. Estende-se por uma área de 23,93 km². Em 2010 a comuna tinha 399 habitantes (densidade: 16,7 hab./km²).